# Leon Kostrzewski
Leon Kostrzewski pseud. Krótki, Maks, Paul (ur. 20 lutego 1902 we Włocławku, zm. 6 grudnia 1988 w Bydgoszczy) – działacz komunistyczny.
Skończył 5 klas szkoły podstawowej, w 1916 wywieziony na roboty do Niemiec, po wojnie wrócił do Włocławka i pracował w młynie, w latach 1923–1925 odbywał służbę wojskową w Warszawie, później pracował w odlewni żelaza. Działacz KPP, technik Komitetu Dzielnicowego (KD) KPP we Włocławku, później technik Komitetu Okręgowego (KO) KPP Kutno-Włocławek, w 1932 na polecenie KPP wyjechał do Moskwy, gdzie szkolił się na kursach Wojskowej Szkoły Politycznej. Latem 1933 skierowany do dyspozycji Centralnego Wydziału Wojskowego KC KPP, ponownie został technikiem KO KPP Kutno-Włocławek, 20 sierpnia 1933 aresztowany i 6 listopada 1933 skazany we Włocławku na 2,5 roku więzienia i utratę praw na 5 lat, w 1936 zwolniony. W 1937 próbował zorganizować strajk na magistrackich robotach kanalizacyjnych, za co został na 3 miesiące osadzony w obozie w Berezie Kartuskiej, po powrocie do Włocławka pracował na robotach magistrackich. W 1940 wywieziony na roboty przymusowe w rejon Essen, w kwietniu 1946 wrócił do kraju, w maju 1946 wstąpił do PPR, był II i później I sekretarzem Komitetu Powiatowego (KP) PPR we Włocławku. Delegat na Kongres Zjednoczeniowy PPR i PPS, od marca 1949 pracował w Komitecie Wojewódzkim (KW) PZPR w Bydgoszczy i w Wojewódzkim Komitecie Kontroli Partyjnej (WKKP). Działacz Rady Nadzorczej ZUS, ławnik Sądu Powiatowego, delegat na IV (1964) i VI (1971) Zjazdy PZPR, od 1964 na rencie dla zasłużonych.

## Odznaczenia
- Krzyż Komandorski Orderu Odrodzenia Polski
- Order Sztandaru Pracy I klasy
- Order Sztandaru Pracy II klasy

I inne.